# Mitsubishi MCA

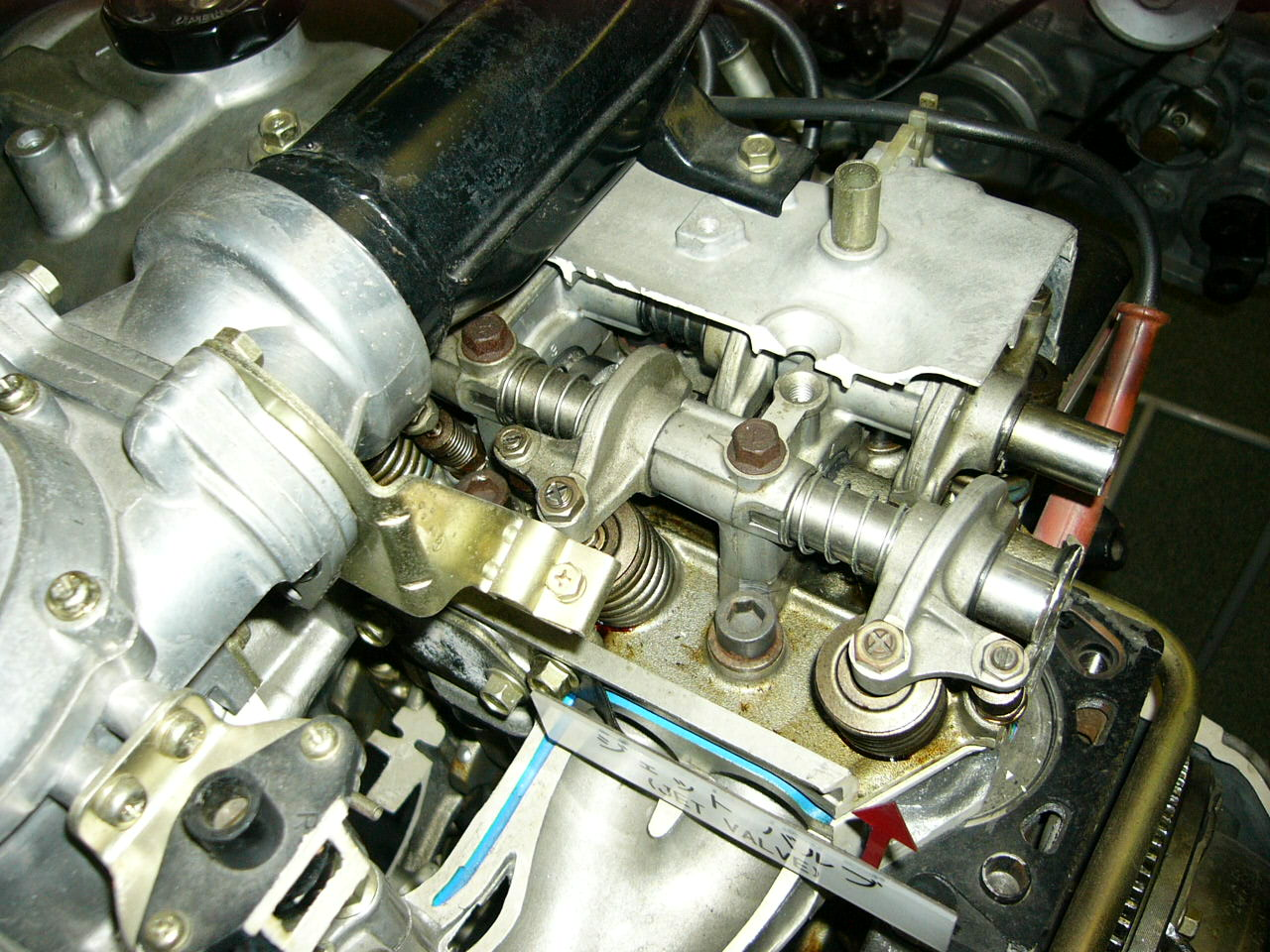
Отображение клапана MCA-Jet

Mitsubishi MCA (Mitsubishi Clean Air) — название, используемое в Японии для обозначения транспортных средств, разработанных с использованием технологии контроля выбросов.

## Описание
Впервые термин Mitsubishi MCA был введён в Японии, а затем — на международном уровне. В январе 1973 года по технологии MCA были разработаны первые продукты — рядный четырёхцилиндровый бензиновый двигатель Mitsubishi 4G32A и устанавливавшийся на Mitsubishi Debonair шестицилиндровый бензиновый двигатель 6G34. Автомобили соответствовали нормам выбросов японского правительства, принятым в 1968 году.
Технология снижения выбросов началась с установки клапана принудительной вентиляции картера (PCV) (MCA-I), за которым последовали добавление воздушного насоса термореактора и каталитического нейтрализатора в дополнение к клапану рециркуляции выхлопных газов (EGR) (MCA-II) и автоматической воздушной заслонке с электромагнитным управлением, установленной на карбюраторе.

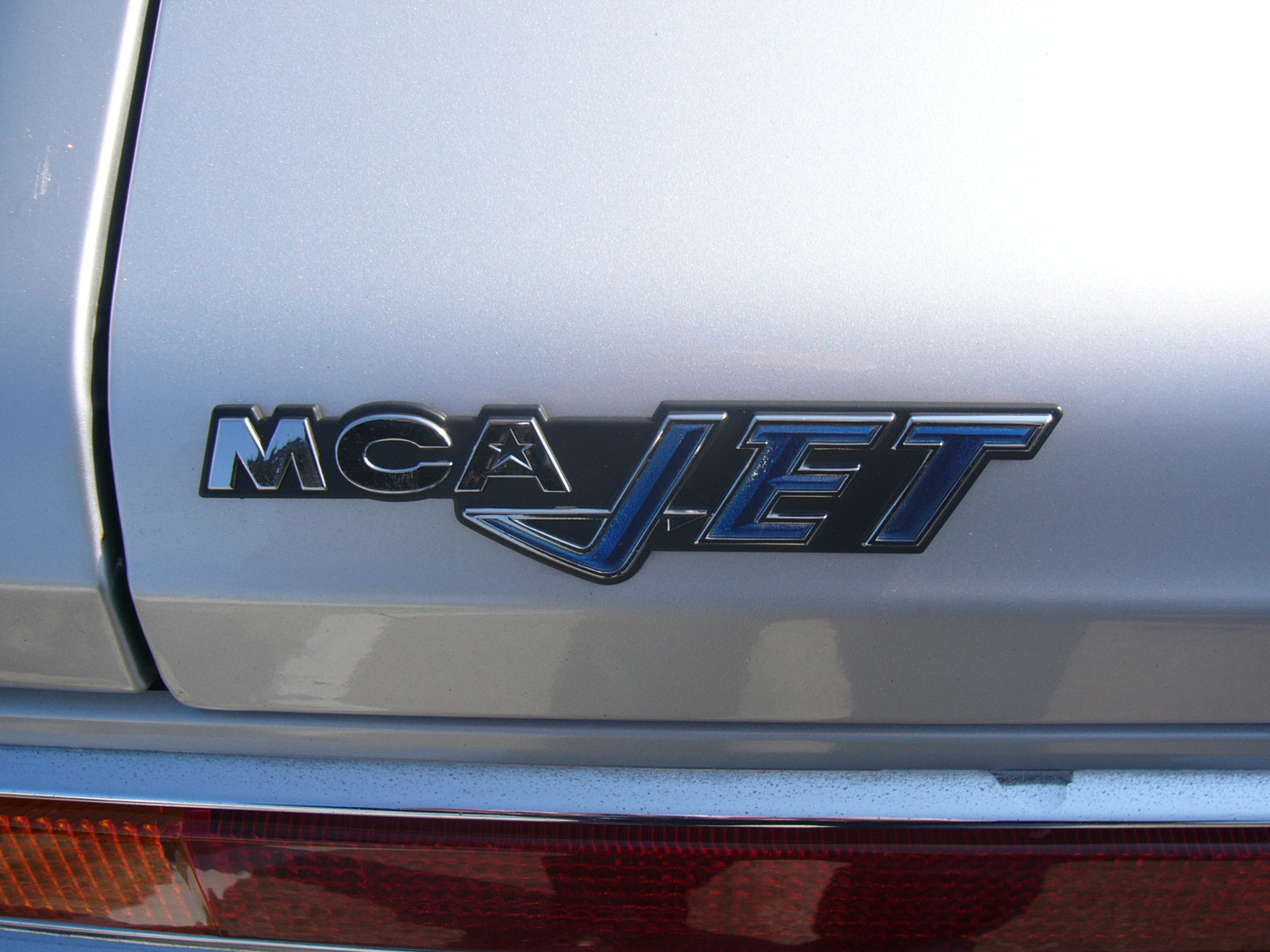
Шильдик MCA-JET на крышке багажника одного из автомобилей

Система MCA-Jet имеет небольшой третий клапан, отдельно от впускного и выпускного коллекторов. Отдельные каналы во впускном коллекторе питают каждый клапан MCA-Jet. Поскольку эти каналы меньше, чем каналы главного впускного коллектора, воздушно-топливная смесь должна двигаться быстрее. Когда быстро движущаяся воздушно-топливная смесь из клапана MCA-Jet попадает на более медленно движущуюся воздушно-топливную смесь из впускного клапана, возникает сильный эффект завихрения воздуха, который способствует более полному сгоранию. С помощью MCA-Jet было обнаружено, что стабильное сгорание может быть достигнуто даже при большом количестве рециркуляции выхлопных газов (EGR), можно снизить выбросы NOx и улучшить сгорание. При подходе Honda к двигателю со стратифицированным наддувом CVCC также использовался маленький третий клапан, однако более богатая воздушно-топливная смесь отправлялась в небольшую предварительную камеру сгорания рядом со свечой зажигания в целях помощи в воспламенении обеднённой воздушно-топливной смеси в основной камере сгорания. MCA-Jet — упрощённая система, которая отправляла одну и ту же воздушно-топливную смесь на все впускные клапаны и клапаны MCA-Jet. Каждый клапан MCA-Jet довольно мал и может быть подвержен накоплению углерода, что приводит к залипанию клапана (клапанов) MCA-Jet. Если двигатель, разработанный Mitsubishi, имеет низкую степень сжатия, причиной могут быть клапаны MCA-Jet. Каждый клапан и седло клапана MCA-Jet представляют собой автономный цилиндрический блок, который ввинчивается в головку блока цилиндров для лёгкой замены. Клапаны MCA-Jet продаются на вторичном рынке. С появлением двигателей с 4 клапанами на цилиндр производители обычно проектируют распределительные валы таким образом, чтобы один впускной клапан открывался немного раньше другого, чтобы создать эффект завихрения. Это сделало систему MCA-Jet устаревшей. Система MCA-Jet применялась в некоторых двигателях, разработанных Mitsubishi и устанавливавшихся как на автомобили Mitsubishi, так и на автомобили Chrysler/Dodge/Plymouth в конце 1970-х — конце 1980-х годов.